# Megachile decemsignata
Megachile decemsignata is een vliesvleugelig insect uit de familie Megachilidae. De wetenschappelijke naam van de soort is voor het eerst geldig gepubliceerd in 1881 door Radoszkowski.